# Août 1990

## Événements

### Mercredi1eraoût1990
- Bulgarie : Jelio Jeliev, premier président de l'après-communisme.

### Jeudi2 août 1990
- Guerre du Golfe : 
  - À 2 heures du matin, début de l'invasion du Koweït par l'Irak, Saddam Hussein lance l'élite de son armée à l'assaut de l'émirat. La petite armée koweïtienne est balayée, l'émir et une partie de sa famille échappent de justesse aux commandos irakiens. En quatre heures l'opération est terminée.
  - Réaction immédiate des États-Unis. Le président George H. W. Bush téléphone personnellement à plus de soixante chefs d'État et de gouvernement en quelques jours, avec l'objectif d'obtenir une position commune, afin qu'en cas de confrontation, Saddam Hussein, ait en face de lui le monde entier et non pas seulement les États-Unis.
  - Un cabinet de crise est immédiatement formé, réunissant : James Baker, Dick Cheney, secrétaire à la Défense, le général Brent Scowcroft, conseiller pour la Sécurité nationale, le général Colin Powell, chef des Armées et le général Norman Schwarzkopf, commandant en chef des troupes alliées dans le Golfe. S'ajouteront de façon secondaires le vice-président Dan Quayle et John Sununu, directeur de cabinet du président.
  - le Conseil de sécurité de l'ONU vote la première des douze résolutions : condamnation de l'invasion du Koweït.
- Macédoine : Manifestation nationaliste en Macédoine.

### Vendredi3 août 1990
- Guerre du Golfe : James Baker, Secrétaire d’État américain et Edouard Chevardnadze, ministre des Affaires Étrangères de l'URSS, se concertent à Moscou pour établir une position commune à la suite de l'invasion du Koweït.

### Samedi4 août 1990
- Guerre du Golfe : la CEE annonce un embargo sur le pétrole irakien et koweïtien et la suspension de toute coopération militaire, technique et scientifique avec l'Irak.

### Dimanche5 août 1990
- Débarquement de 250 marins américains à Monrovia, capitale du Liberia, pour évacuer leurs ressortissants et protéger leur ambassade.

### Lundi6 août 1990
- Guerre du Golfe : 
  - Le président George Bush signe l'ordre d'engagement de l'opération « Bouclier du désert ».
  - Le Conseil de sécurité de l'ONU vote une résolution organisant le boycott militaire, commercial et financier de l'Irak, par 13 pour et 2 abstentions (Yémen et Cuba).
  - Arrestation et transfert à Bagdad des 336 passagers d'un avion de British Airways bloqué à Koweit City.
- Pakistan : Benazir Bhutto, la première ministre pakistanaise, est limogée par le président Ghulam Ishaq Khan, pour corruption, elle est remplacée par Nawaz Sharif.

### Mardi7 août 1990
- En Afrique du Sud, l'ANC abandonne la lutte armée, créant les conditions d'une négociation politique pour mettre fin à l'apartheid. En échange, le gouvernement libère tous les prisonniers politiques et accorde l'amnistie à 20 000 militants de l'ANC en exil.
- Guerre du Golfe : 
  - Les premiers régiments américains de la 82e division aéroportée et des « marines » arrivent à Dhahran, une immense plate-forme pétrochimique au nord-est de l'Arabie. En trois mois les forces américaines se monteront à 200 000 soldats, un millier d'avions, 700 chars d'assaut et 80 navires de combat.
  - Le général Hansford Johnson, chef de la logistique, dira plus tard : « C'est le pont aérien le plus important jamais entrepris par les États-Unis sur une aussi courte période. » 95 % des avions C-5 Galaxy (110 tonnes de fret) et C-141 Starlifter (35 tonnes de fret) du Military Airlift Command ont été mobilisés.
  - En face, l'Irak disposerait de près d'un million de soldats, 4 000 chars et véhicules blindés, 700 avions, de milliers de pièces d'artillerie, et de 700 missiles sol-sol Scud de fabrication soviétique, pouvant transporter une charge chimique.

### Mercredi8 août 1990
- Guerre du Golfe : le président Saddam Hussein proclame l'annexion du Koweït, la déclare « dix-neuvième province irakienne » et nomme comme gouverneur un de ses proches militants du parti Baas, connu pour sa brutalité, afin de liquider tous les foyers de résistance.

### Jeudi9 août 1990
- Guerre du Golfe : 
  - L'Irak ferme ses frontières, bloquant dans le pays près de 10 000 ressortissants de pays occidentaux.
  - Début de la présence française sur le terrain pour des missions de contrôle de l'embargo et de soutien militaire aux émirats arabes unis. Mise en alerte des personnels du 5e Régiment d'Hélicoptères de Combat de Pau et du 1er Régiment de Combat Aéromobile de Sarrebourg.

### Vendredi10 août 1990
- Guerre du Golfe : sommet de la Ligue arabe au Caire ; l'Irak y est condamné, mais a une faible majorité. La ligue approuve l'envoi de troupes musulmanes (égyptiennes, syriennes et marocaines) ainsi que le déploiement américains. Pour les remercier, les États-Unis envoient James Baker à Damas pour laver le président syrien Hafez el-Assad de toute accusation de terrorisme et lui laisser imposer sa paix au Liban, et annule la dette que l'Égypte a envers eux.
- Saddam Hussein, président d'un régime se proclament laïc, appelle à la "guerre sainte" et à la "libération de la Mecque".
- L'OTAN annonce que si la Turquie est attaquée, ce sera la guerre.

### Dimanche12 août 1990
- Guerre du Golfe : le porte-avions « Clemenceau », transformé en porte-hélicoptères de combat, avec 1 800 soldats à son bord, quitte le port de Toulon pour le port de Djibouti. Début de l'opération Salamandre.
- Formule 1 : Grand Prix automobile de Hongrie.

### Mercredi15 août 1990
- Guerre du Golfe : 
  - Saddam Hussein, après des semaines de négociations, signe la paix avec l'Iran, effaçant les huit ans de guerre et les 500 000 morts irakiens, restituant tous les territoires gagnés entre 1980 et 1988, reconnaissant l'accord frontalier de 1975 donna à l'Iran le contrôle du Chatt-el-Arab, le débouché des fleuves Tigre et Euphrate dans le Golfe, contre la neutralité de l'Iran.
  - Saddam Hussein retire une dizaine de divisions stationnées face à l'Iran pour les déployer sur le flanc sud face au Koweït.

### Samedi18 août 1990
- Guerre du Golfe : le gouvernement irakien annonce que les ressortissants occidentaux des « pays hostiles » sont « invités » à rester en Irak, par « le gouvernement et le peuple irakiens » et seront « hébergés » sur des sites stratégiques. De fait ils deviennent des « boucliers humains ». Les autres étrangers, ressortissants des pays arabes et asiatiques sont libres de quitter le pays mais en abandonnant tous leurs biens.

### Lundi20 août 1990
- Guerre du Golfe : le gouvernement irakien ordonne aux ambassades étrangères établies au Koweït de fermer leurs portes avant le 24 août. La plupart des pays obtempèrent, mais pas les États-Unis, la Grande-Bretagne, la France et l'Italie. L'Union soviétique fait partir son personnel diplomatique mais annonce que « l'ambassade n'est pas fermée ». Le personnel des ambassades vont s'organiser pour résister et survivre, sans eau, sans électricité, avec des vivres qui s'épuisent et encerclés par les forces spéciales irakiennes.

### Mardi21 août 1990
- Guerre du Golfe : après la prise en otage de ressortissants français, par le gouvernement irakien, le président François Mitterrand décide de renforcer la présence aéronavale française dans le golfe Persique.

### Jeudi23 août 1990
- Guerre du Golfe : Saddam Hussein se présente à la télévision irakienne entouré des otages britanniques, le monde entier est bouleversé et indigné, quand on le voit caresser la tête d'un petit garçon figé par la peur.
- Réunification allemande : La Volksammer (assemblée de la RDA) décide l'adhésion de la RDA à la RFA à compter du 3 octobre 1990.

### Samedi25 août 1990
- Guerre du Golfe : le Conseil de sécurité de l'ONU vote la résolution 665 autorisant l'usage de la force pour faire respecter l'embargo. La cinquantaine de bâtiments de guerre de sept nations sont déjà en place en mer Méditerranée, en mer Rouge et dans le golfe Persique

### Dimanche26 août 1990
- Formule 1 : Grand Prix automobile de Belgique.

### Lundi27 août 1990
- Guerre du Golfe : la France adopte une attitude de fermeté dans la crise du golfe.
  - Arrivée du porte-avions Clemenceau à Djibouti et débarquement des personnels pour un entraînement en milieu désertique.

### Mardi28 août 1990
- Guerre du Golfe : conscient de l'effet dramatique de la prestation du 23 août dernier, le gouvernement irakien annonce la libération des femmes et des enfants occidentaux. Cette libération donne de l'espoir aux diplomates qui espèrent une solution possible autre que la guerre. Le même jour, l’éphémère république du Koweït est annexé.
- Russie : Anatoli Grichtchenko, pilote d'essai d'hélicoptère et compositeur russe meurt à l'hôpital à Seattle. Il était un des pilotes qui se sont sacrifiés pour intervenir sur le site de Tchernobyl après la catastrophe.

### Vendredi31 août 1990
- Réunification allemande : signature à Berlin du traité de réunification entre la RFA et la RDA.
- Guerre du Golfe : les soldats américains stationnés en Arabie saoudite sont au nombre de 80 000, alors que la grande-Bretagne annonce l'arrivée de sa 7e brigade blindée en provenance d'Allemagne.

## Naissances
- 1er août : Jack O'Connell, acteur britannique ;
- 10 août : Lucas Till, acteur américain ;
- 12 août : Mario Balotelli, footballeur italien ;
- 13 août : DeMarcus Cousins, Joueur de basket-ball américain ;
- 15 août : Jennifer Lawrence, actrice américaine ;
- 21 août : Cabrel Nanjip, comédien camerounais († 15 juin 2023) ;
- 22 août : Daniela Montoya, footballeuse colombienne ;
- 26 août : Lorenzo Brown, basketteur américano-espagnol ;
- 27 août : 
  - Loic Pietri, judoka français.
  - Tori Bowie, athlète américaine († 3 mai 2023).
- 28 août : 
  - Naima Bakkal, taekwondoïste marocaine ;
  - Bojan Krkic, footballeur espagnol.
- 30 août : 
  - Paweł Adamajtis, joueur polonais de volley-ball.
  - Trey McKinney-Jones, joueur américain de basket-ball.

## Décès
- 3 août : Louis Namèche, homme politique belge (° 8 décembre 1915).
- Mardi 7 août 1990 , France : Jacques Soustelle, académicien, anthropologue, homme politique et homme de réseaux français, à l'âge de 78 ans.
- Dimanche 12 août 1990,Colombie : Gustavo Gaviria  bras droit de Pablo Escobar tuée par le bloc de recherche, à l'âge de 41 ans.
- 15 août : Viktor Tsoi, chanteur russe (Kino).
- 22 août : Luigi Dadaglio, cardinal italien de la curie romaine (° 28 septembre 1914).
- Samedi 25 août 1990 , Canada :  Morley Edward Callaghan, romancier, nouvelliste et animateur de radio et de télévision canadien, à l'âge de 77 ans.
- Lundi 27 août 1990 , É.-U. : Stevie Ray Vaughan, guitariste électrique parmi les plus doués de sa génération, dans un accident d'hélicoptère à Alpine Valley après un concert avec Eric Clapton et Buddy Guy et son frère Jimmie.